# Ale Riipinen
Heikki Aleksi „Ale” Riipinen (Finnország, Laukaa, 1883. május 28. – Finnország, Espoo, 1957. február 3.) olimpiai bronzérmes finn tornász.
Az 1908. évi nyári olimpiai játékokon indult, és mint tornász versenyzett. Csapat összetettben bronzérmes lett.